# قلعة كندي (كليبر)
قلعة كندي هي قرية في مقاطعة كليبر، إيران. عدد سكان هذه القرية هو 817 في سنة 2006.